# Tellervo leucoglene
Tellervo leucoglene är en fjärilsart som beskrevs av Butler. Tellervo leucoglene ingår i släktet Tellervo och familjen praktfjärilar. Inga underarter finns listade i Catalogue of Life.